# Радомир
Ра́домир (болг. Радомир) — город в Болгарии. Находится в Перникской области, входит в общину Радомир. Население составляет 13 150 человек (2022).

## Политическая ситуация
Кмет (мэр) общины Радомир — Красимир Светозаров Борисов (Болгарская социалистическая партия (БСП)) по результатам выборов в правление общины.